# 博默魏爾湖
47°37′07″N 9°9′18″E / 47.61861°N 9.15500°E

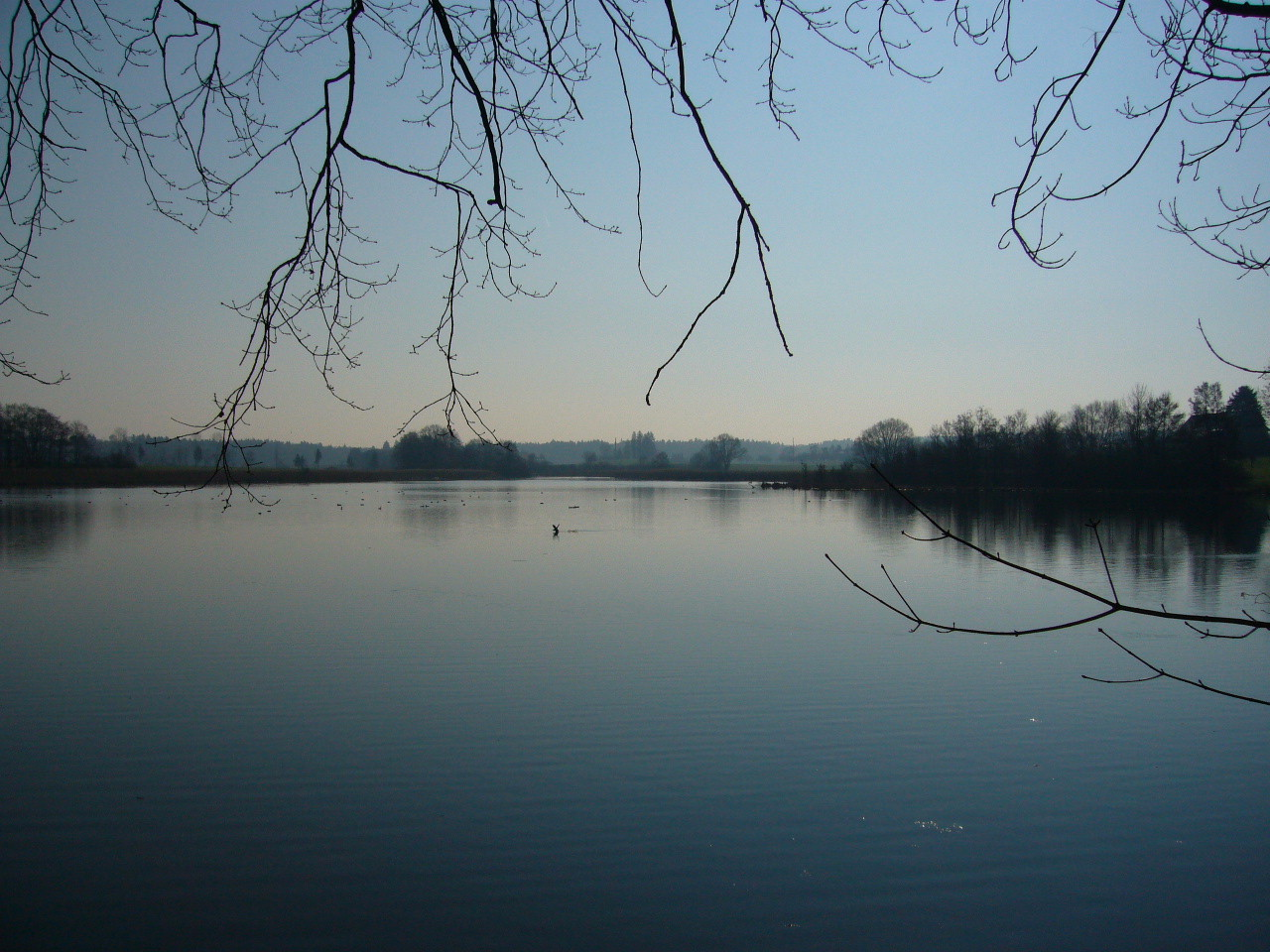

博默魏爾湖（Bommer Weiher），是瑞士的湖泊，位於該國東北部，由圖爾高州負責管轄，處於弗勞恩費爾德和克羅伊茨林根之間，屬於克門塔爾境內，面積0.15平方公里，海拔高度530米，